# Комисия „Фон дер Лайен“
Комисията „Фон дер Лайен“ е съставът на Европейската комисия, действащ от 1 декември 2019 година. Неин председател е Урсула фон дер Лайен, а членове са 26 комисари (по един от всяка страна-членка на Европейския съюз, с изключение на Германия, чийто представител е Фон дер Лайен, и Великобритания, която не представя свой кандидат в подготовка за Брекзит). Комисията „Фон дер Лайен“ заменя предходната Комисия „Юнкер“.

## Състав
| Комисар              | Ресор                                                                           | Европейска партия (Национална партия) | Европейска партия (Национална партия) | Страна      | Бележки                        |
| -------------------- | ------------------------------------------------------------------------------- | ------------------------------------- | ------------------------------------- | ----------- | ------------------------------ |
| Урсула фон дер Лайен | Председател                                                                     |                                       | ЕНП (CDU)                             | Германия    | [ 3 ] [ 4 ]                    |
| Франс Тимерманс      | Изпълнителен заместник-председател Европейски зелен пакт                        |                                       | ПЕС (PvdA)                            | Нидерландия | [ 3 ] [ 4 ]                    |
| Маргрете Вестагер    | Изпълнителен заместник-председател Европа, подготвена за цифровата ера          |                                       | АЛДЕ (B)                              | Дания       | [ 3 ] [ 5 ] [ 6 ] [ 4 ]        |
| Валдис Домбровскис   | Изпълнителен заместник-председател Икономика в интерес на хората                |                                       | ЕНП (V)                               | Латвия      | [ 3 ] [ 7 ] [ 4 ]              |
| Жозеп Борел          | Заместник-председател/върховен представител По-силна Европа на световната сцена |                                       | ПЕС (PSOE)                            | Испания     | [ 3 ] [ 8 ] [ 9 ] [ 10 ] [ 4 ] |
| Марош Шефчович       | Заместник-председател Междуинституционални отношения и перспективи              |                                       | ПЕС (Smer-SD)                         | Словакия    | [ 3 ] [ 11 ] [ 4 ]             |
| Вера Йоурова         | Заместник-председател Ценности и прозрачност                                    |                                       | АЛДЕ (ANO)                            | Чехия       | [ 12 ] [ 4 ]                   |
| Дубравка Шуица       | Заместник-председател Демокрация и демография                                   |                                       | ЕНП (HDZ)                             | Хърватия    | [ 13 ] [ 4 ]                   |
| Маргаритис Схинас    | Заместник-председател Утвърждаване на европейския ни начин на живот             |                                       | ЕНП (ΝΔ)                              | Гърция      | [ 14 ] [ 15 ] [ 4 ]            |
| Йоханес Хан          | Бюджет и администрация                                                          |                                       | ЕНП (ÖVP)                             | Австрия     | [ 16 ] [ 17 ] [ 4 ]            |
| Фил Хоган            | Търговия                                                                        |                                       | ЕНП (FG)                              | Ирландия    | [ 3 ] [ 18 ]                   |
| Мария Габриел        | Иновации, научни изследвания, култура, образование и младеж                     |                                       | ЕНП (ГЕРБ)                            | България    | [ 3 ] [ 19 ] [ 4 ]             |
| Никола Шмит          | Работни места и социални права                                                  |                                       | ПЕС (LSAP)                            | Люксембург  | [ 3 ] [ 4 ]                    |
| Паоло Джентилони     | Икономика                                                                       |                                       | ПЕС (PD)                              | Италия      | [ 20 ] [ 4 ]                   |
| Януш Войчеховски     | Земеделие                                                                       |                                       | ЕПКР (PiS)                            | Полша       | [ 21 ] [ 4 ]                   |
| Тиери Бретон         | Вътрешен пазар                                                                  |                                       | Независим (Независим)                 | Франция     | [ 22 ] [ 4 ]                   |
| Елиза Ферейра        | Сближаване и реформи                                                            |                                       | ПЕС (PS)                              | Португалия  | [ 23 ] [ 24 ] [ 4 ]            |
| Стела Кириакиду      | Здравеопазване и безопасност на храните                                         |                                       | ЕНП (ΔΗΣΥ)                            | Кипър       | [ 3 ] [ 25 ] [ 4 ]             |
| Дидие Рендерс        | Правосъдие                                                                      |                                       | АЛДЕ (MR)                             | Белгия      | [ 26 ] [ 4 ]                   |
| Хелена Дали          | Равнопоставеност                                                                |                                       | ПЕС (PL)                              | Малта       | [ 27 ] [ 4 ]                   |
| Илва Йохансон        | Вътрешни работи                                                                 |                                       | ПЕС (S)                               | Швеция      | [ 28 ] [ 4 ]                   |
| Янез Ленарчич        | Управление при кризи                                                            |                                       | АЛДЕ (Независим)                      | Словения    | [ 29 ] [ 30 ] [ 4 ]            |
| Адина Вълян          | Транспорт                                                                       |                                       | ЕНП (PNL)                             | Румъния     | [ 31 ] [ 4 ]                   |
| Оливер Вархей        | Съседство и разширяване                                                         |                                       | ЕНП (независим)                       | Унгария     | [ 3 ] [ 4 ]                    |
| Юта Урпилайнен       | Международни партньорства                                                       |                                       | ПЕС (SDP)                             | Финландия   | [ 32 ] [ 33 ] [ 4 ]            |
| Кадри Симсон         | Енергетика                                                                      |                                       | АЛДЕ (KESK)                           | Естония     | [ 34 ] [ 35 ] [ 4 ]            |
| Виргиниюс Синкявичюс | Околна среда, океани и рибарство                                                |                                       | Независим (LVŽS)                      | Литва       | [ 36 ] [ 4 ]                   |